# Berliner Liedertafel

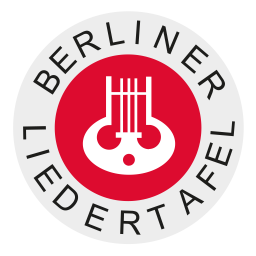
Logo (Emblem) der Berliner Liedertafel 1884 e. V.

Berliner Liedertafel ist der Name für einen Männerchor, den die Mitglieder des 1809 vom Musikdirektor Carl Friedrich Zelter gegründeten ersten deutschen Männerchors verwendeten.
Im Jahr 1819 entstand auf Veranlassung von Ludwig Berger, Bernhard Klein, Gustav Reichardt und Ludwig Rellstab ein weiterer Männerchor, der sich ebenfalls Liedertafel nannte. Schließlich gründete der Königliche Musikdirektor Adolf Zander 1884 den noch immer aktiven Männergesangsverein Berliner Liedertafel e. V.(Stand Sommer 2020.)

## Geschichtliches

### Berliner (Ur-)Liedertafel (von 1809)
Die erste Berliner Liedertafel ist auch als Zeltersche Liedertafel
(nach ihrem Gründer Carl Friedrich Zelter) bekannt. Treffpunkt für die sangesfreudigen Berliner war das Englische Haus in der Mohrenstraße 49.

### (Jüngere) Berliner Liedertafel (von 1819)
1819 gründeten Ludwig Berger, Bernhard Klein, Gustav Reichardt und Ludwig Rellstab die Jüngere Berliner Liedertafel (oder auch Jüngere Liedertafel zu Berlin), die sich radikal von der elitären, romantischen Zelterschen Tafelrunde unterschied. Sie hatte sich ein demokratisches Statut gegeben.
 Beide Liedertafeln unterschieden sich durch die Namenszusätze Ältere Liedertafel und Jüngere Liedertafel und bestanden einige Jahre gemeinsam und nutzten auch das Englische Haus gemeinsam.
Die Jüngere Liedertafel vereinte Sänger der jungen Veteranen der Befreiungskriege, die in die Kompositionen und Vorträge ihre freiheitlichen und patriotischen Ideen einbrachten. Dieser Hintergrund erklärt auch die seinerzeit gepflegte heroische Liedkultur.

### (Neue) Berliner Liedertafel (von 1884)
Schließlich rief der Königliche Musikdirektor Adolf Zander 1884 eine weitere, die Neue Berliner Liedertafel, ins Leben. Sie wuchs in kurzer Zeit zu einem leistungsfähigen Männerchor, der bereits im Gründungsjahr 117 Sänger zählte. In der Wilhelminischen Ära gehörte die Berliner Liedertafel mit über 250 Sängern zu den größten Männerchören Deutschlands. Der Chor unternahm weite Auslandsreisen (Österreich, Rumänien, Schweden, Frankreich, Baltikum, Italien, Russland, Ägypten, USA, Japan) und gab zusammen mit dem Philharmonischen Orchester Berlins große Konzerte. Nach dem Ersten Weltkrieg nahm der Chor mühsam die Arbeit wieder auf. In den zwanziger und ersten dreißiger Jahren gab es ein reiches Konzertleben in großen Berliner Sälen. Nur zögerlich fand sich der Chor nach dem Ende des Zweiten Weltkriegs wieder zusammen. Das erste Konzert fand im November 1946 in der überfüllten Stadtmissions-Kirche am Südstern vor 2.000 Zuhörern statt. Seit 1921 probt die (Neue) Berliner Liedertafel in ihrem Vereinsheim im damaligen Verwaltungsbezirk Kreuzberg, in der Urbanstraße 21. Die Berliner Liedertafel nutzte diese Immobilie von 1921 bis zum Zweiten Weltkrieg als alleiniger Mieter. Nachdem das Gebäude im Krieg durch eine Brandbombe beschädigt und 1949 aus Lotteriemitteln wieder aufgebaut worden war, wurde die Villa auch weiteren gemeinnützigen Gruppen als Nachbarschaftshaus Urbanstraße (NHU) zugänglich gemacht.
Das Konzertrepertoire der Berliner Liedertafel erstreckt sich von der Klassik über die Romantik bis hin zur Moderne. Regelmäßig am zweiten oder dritten Adventssonntag singt der Chor in der Kaiser-Wilhelm-Gedächtniskirche am Breitscheidplatz in Berlin sein alljährliches Weihnachtskonzert, welches traditionell mit dem italienischen Weihnachtshymnus „O santissimo“ endet. Der Chor der Berliner Liedertafel veranstaltet über das Jahr verteilt diverse Festivitäten, z. B. das Neujahrsansingen im Januar, das Eisbeinessen im Februar, das Sommerfest, die Totengedenkfeier im November und die Weihnachtsfeier im Dezember. Die Vereinsmitglieder und Gäste bringen sich zu diesen Anlässen regelmäßig mit zumeist humorvollen Beiträgen ein. Auch Grill- und Skatfreunde kommen im Verein auf ihre Kosten. Im Keller des Nachbarschaftshauses verfügt die Berliner Liedertafel über ein Vereins- und ein Notenzimmer, zwei Archivräume und einen Lagerraum. In diesen Räumen finden sich auch die vielfältigen Pokale, Urkunden, Plaketten aus der 140-jährigen Chorgeschichte. Der Chor hat seit 1921 eine ideale Infrastruktur zur Gestaltung seiner Chorarbeit. Während im Probensaal die Chorproben stattfinden, werden Sänger abwechselnd und einzeln durch eine qualifizierte Stimmbildnerin im Vereinszimmer stimmbildend gefördert.
1967 unternahm der Chor eine große USA-Reise. 1980 fand die erste Chorreise nach Japan zur Tokyo Liedertafel 1925 statt. 1999 folgte die Jubiläumsreise 100 Jahre „Italien 1899“. Im Frühjahr 2007 startete eine zweiwöchige Chorreise nach Namibia und Kapstadt/Südafrika. Drei Jahre später folgte im Jahr 2010 die Jubiläumsreise „30 Jahre danach“ nach Japan mit zwei großen Konzerten in Yokohama und Tokio. Im Herbst 2013 reiste der Chor ins Baltikum und gab dort Konzerte in Tallinn, Riga und Vilnius. 2015 reiste der Chor der Berliner Liedertafel ins Sauerland nach Maumke, um dort den Damen vom Frauenchor „Cantare 2000“ einen Gegenbesuch abzustatten, nachdem dieser Chor zuvor in Berlin zu Gast war. Schließlich folgte 2017 der Gegenbesuch nach Rouen in Frankreich, der Hauptstadt der Normandie. Dort beheimatet ist der „Choeur d’Hommes de Rouen“, mit dem die BL 2016 in Berlin gemeinsam konzertierte. 2019 führte die nächste Chorreise wieder nach Estland, wo erneut ein Konzert in Tallin gegeben wurde, aber die Reisegesellschaft war auch zu Gast beim Tanzfest, sowie beim großen Sängerfest auf der Sängerwiese in Tallinn. 2022 besuchte die Berliner Liedertafel das „Deutsche Chorfest“ in Leipzig, 2023 erfolgte der Gegenbesuch in Ribe/Dänemark beim „Ribe Mandskor“. Auch hier gab der Chor ein Konzert in der ältesten Stadt Dänemarks. Aktuell plant der Chor seine große Jubiläumsfeier, welches mit einem Festkonzert mit 6 Männerchören am 13. Juli 2024 in der Heilig-Kreuz-Kirche seinen Höhepunkt finden wird. Für den Herbst hat sich ein finnischer Chor angesagt und zwar der „Senior Chor Konkarit Helsinki“. Eine Chorreise nach Obersöchering in Oberbayern ist für den Herbst 2024 geplant, wo die Sänger der Berliner Liedertafel auf die Sängerfreunde vom MGV Obersöchering 1924 treffen werden.

Galerie
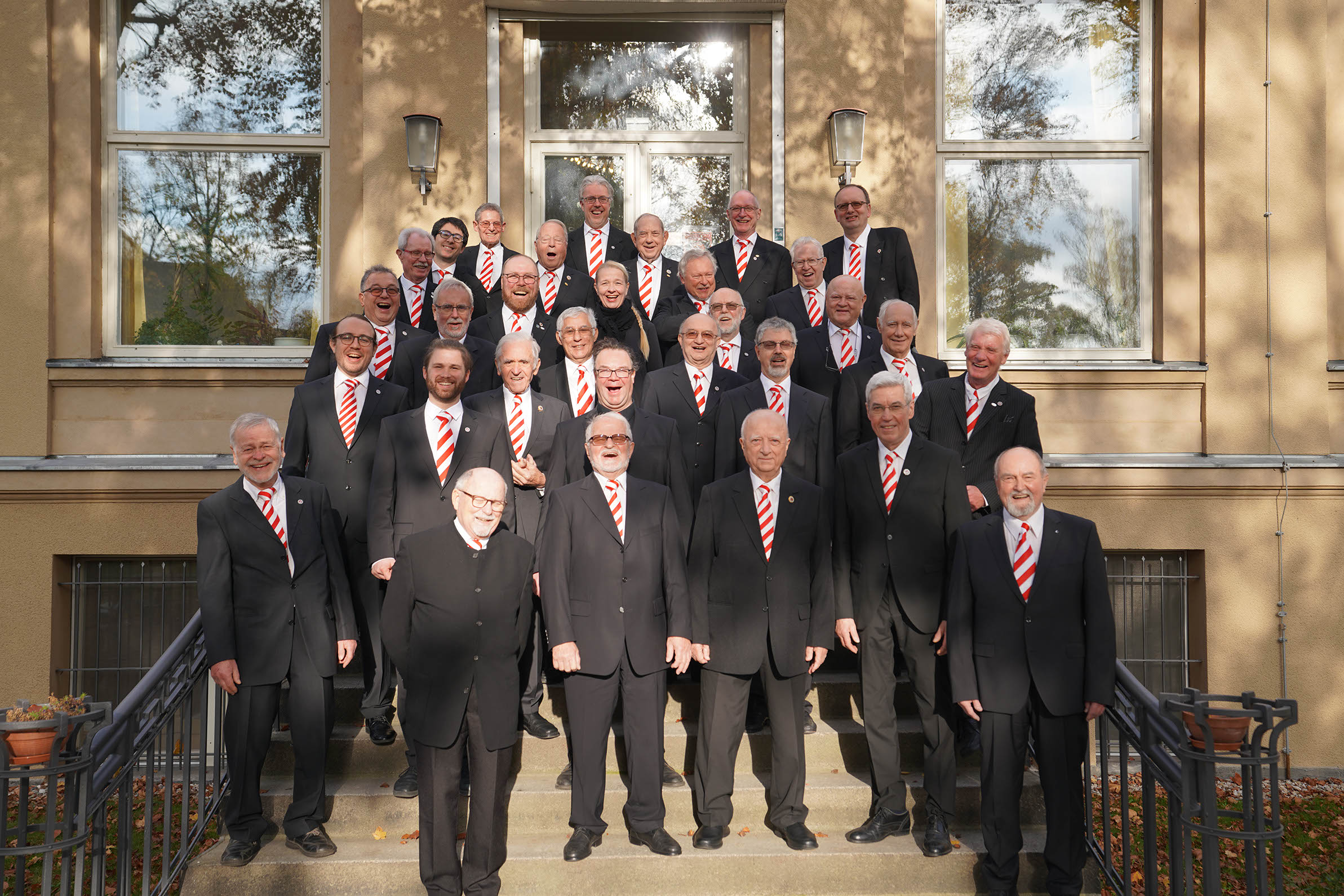
Chor der Berliner Liedertafel 1884
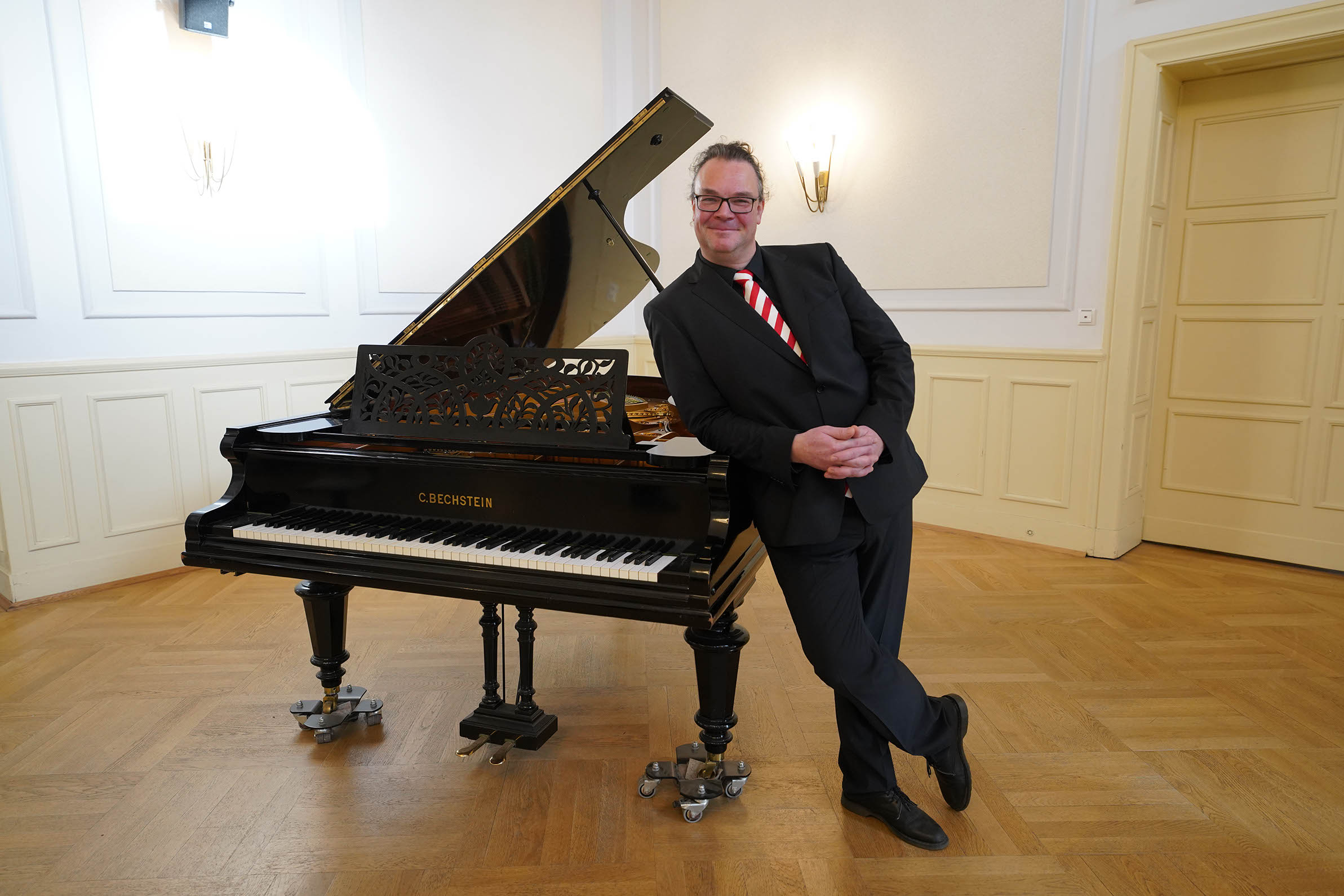
Vincent Jaufmann, Chorleiter der Berliner Liedertafel 1884 seit 2006
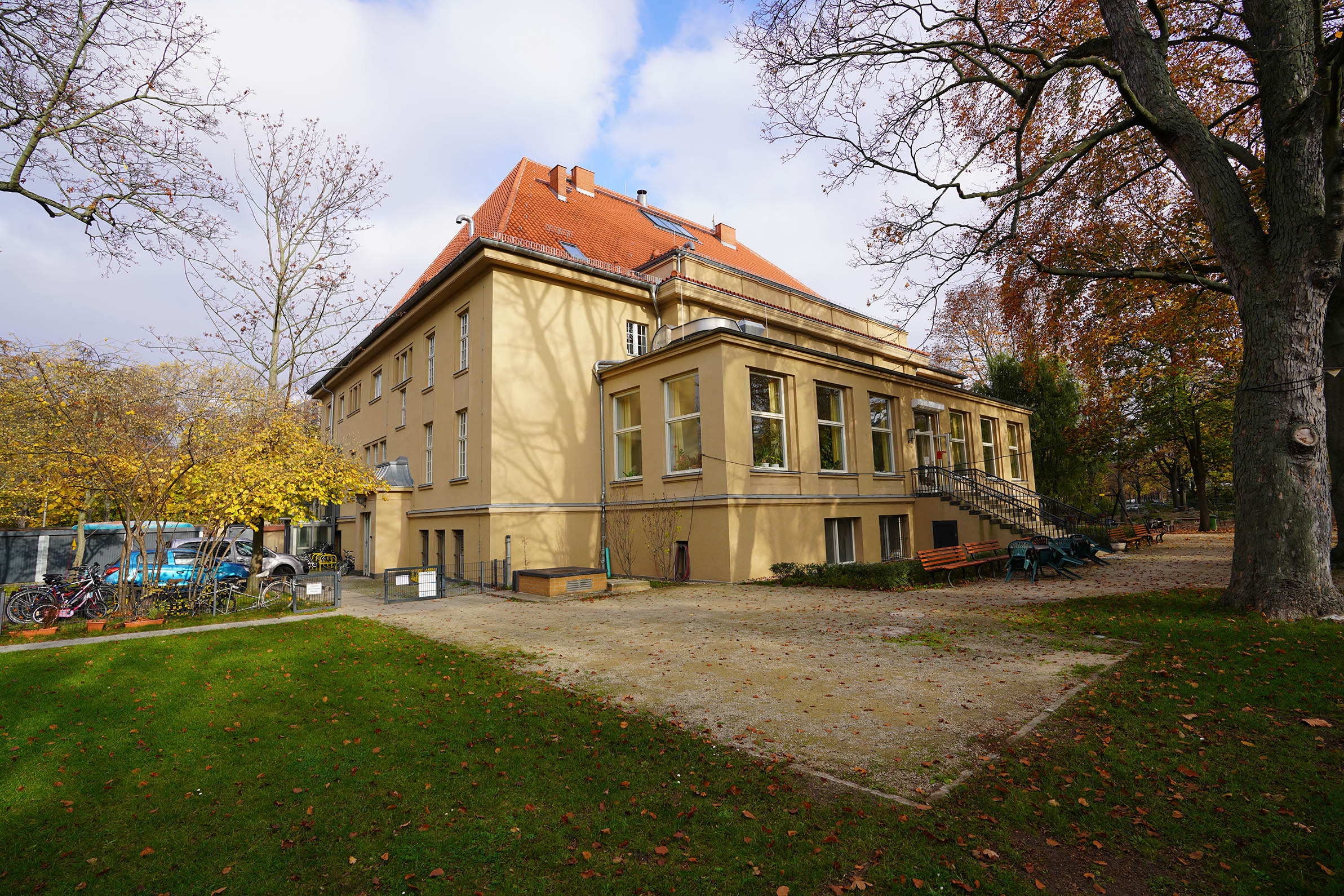
Gartenansicht Nachbarschaftshaus Urbanstraße mit Terrasse